# Anchiphyllia
Anchiphyllia là một chi bướm đêm thuộc họ Geometridae.

## Các loài
- Anchiphyllia declinaria
- Anchiphyllia olivacena (Butler, 1882)
- Anchiphyllia pellicata